# Associazione Sportiva Paternò Calcio 2001-2002
Questa voce raccoglie le informazioni riguardanti il Paternò Calcio nelle competizioni ufficiali della stagione 2001-2002.

## Stagione
Nella stagione 2000-2001 il Paternò ottenne la storica promozione con 80 punti nel girone I di Serie D, con accesso al mondo professionistico nel quarto livello del calcio nazionale in C2, nell'attuale stagione 2001-2002 ne è seguita un'altra storica in C1, che è il terzo livello. Ha ottenuto 63 punti in campionato chiuso in terza posizione, dietro il promosso diretto Martina. Nel corso dei Play-off il Paternò si è dimostrato superiore alle avversarie, superando prima il Giugliano e poi il Foggia, giustiziere a sua volta della delusa Igea Virtus in semifinale, che ha disputato anch'essa un grande torneo, chiuso al secondo posto per un solo punto dal Martina, mentre il Paternò ha ottenuto la promozione, anche grazie al terzo posto finale, che le ha permesso di partire con un vantaggio sia sul Giugliano, con due (2-0) uno per parte, sia sul Foggia in finale, con due (0-0).
Durante la stagione il quotidiano l'Unità ha pubblicato un'indagine computerizzata per capire quale squadra, a livello europeo, esprimesse il miglior calcio: è stato proprio il Paternò allenato da Pasquale Marino, la prima compagine in questa speciale classifica.
Nella Coppa Italia di Serie C il Paternò disputa il girone R di qualificazione, che ha promosso ai sedicesimi di finale il Catanzaro, raccogliendo tre pareggi ed una sconfitta (2-1), proprio contro i giallorossi calabresi.

## Rosa
| N. |                   | Ruolo | Calciatore           |
| -- | ----------------- | ----- | -------------------- |
|    | Italia (bandiera) | A     | Librante Arcidiacono |
|    | Italia (bandiera) | C     | Umberto Brutto       |
|    | Italia (bandiera) | C     | Gaspare Cacciola     |
|    | Italia (bandiera) | C     | Gaetano Caà Campana  |
|    | Italia (bandiera) | A     | Gaetano Calvaresi    |
|    | Italia (bandiera) | A     | Pietro Clemente      |
|    | Italia (bandiera) | P     | Giuseppe D'Antone    |
|    | Italia (bandiera) | C     | Massimo D'Aviri      |
|    | Italia (bandiera) | C     | Giuseppe Del Giudice |
|    | Italia (bandiera) | A     | Genny Del Prete      |
|    | Italia (bandiera) | D     | Vincenzo Del Vecchio |
|    | Italia (bandiera) | D     | Antonino Di Dio      |

| N. |                   | Ruolo | Calciatore                |
| -- | ----------------- | ----- | ------------------------- |
|    | Italia (bandiera) | A     | Marco Fina                |
|    | Italia (bandiera) | C     | Antonino La Cava          |
|    | Italia (bandiera) | D     | Manolo Liberati           |
|    | Italia (bandiera) | C     | Gianluca Musumeci         |
|    | Italia (bandiera) | A     | Rocco Napoli              |
|    | Italia (bandiera) | A     | Giuseppe Pagana           |
|    | Italia (bandiera) | C     | Antonio Franco Pannitteri |
|    | Italia (bandiera) | P     | Nicola Polessi            |
|    | Italia (bandiera) | D     | Sebastiano Sapienza       |
|    | Italia (bandiera) | A     | Nagib Sekkoun             |
|    | Italia (bandiera) | C     | Fabio Speranza            |
|    | Italia (bandiera) | D     | Angelo Tasca              |

## Risultati

### Serie C2

#### Girone di andata
| Arbitro: | Marchesi (Bergamo) |

|                                            |           |  |
| Nicoletti 27’ Masciantonio 41’ Tortora 86’ | Marcatori |  |

| Arbitro: | Zambon (Padova) |

|                            |           |  |
| Calvaresi 26’ Musumeci 50’ | Marcatori |  |

| Arbitro: | M. Mazzoleni (Bergamo) |

|  |           |                                 |
|  | Marcatori | 27’ (rig.) Pagana 84’ Calvaresi |

| Arbitro: | Velotto (Grosseto) |

|               |           |  |
| Calvaresi 32’ | Marcatori |  |

| Arbitro: | D'Aguanno (Marsala) |

|                                           |           |  |
| Calvaresi 27’ Clemente 60’ Pannitteri 79’ | Marcatori |  |

| Arbitro: | Giachero (Pinerolo) |

|                                      |           |                    |
| Prisciandaro 22’, 26’, 54’ Mitri 37’ | Marcatori | 14’, 39’ Calvaresi |

| Paternò 14 ottobre 2001 7ª giornata | Paternò        | 0 – 0 | Fasano | Stadio Falcone-Borsellino (3500 spett.)\| Arbitro: \| Nappi (Napoli) \| |
| Arbitro:                            | Nappi (Napoli) |       |        |                                                                         |

| Arbitro: | Pantana (Macerata) |

|             |           |  |
| Galetti 85’ | Marcatori |  |

| Arbitro: | Ciliberto (Merano) |

|                                             |           |  |
| R. Napoli 63’ Calvaresi 70’ Pagana 79’, 88’ | Marcatori |  |

| Arbitro: | De Marco (Chiavari) |

|                   |           |               |
| Giglio 66’ (rig.) | Marcatori | 57’ Calvaresi |

| Arbitro: | Smaldone (Nichelino) |

|                               |           |  |
| D'Aviri 7’, 84’ R. Napoli 56’ | Marcatori |  |

| Arbitro: | Lambertini (Bologna) |

|                 |           |               |
| Romondini 90+3’ | Marcatori | 76’ R. Napoli |

| Cava de' Tirreni 25 novembre 2001 13ª giornata | Cavese        | 0 – 0 | Paternò | Stadio Simonetta Lamberti\| Arbitro: \| Ciampi (Pisa) \| |
| Arbitro:                                       | Ciampi (Pisa) |       |         |                                                          |

| Arbitro: | Poggi (Piombino) |

|              |           |               |
| Sapienza 30’ | Marcatori | 71’ Pignalosa |

| Arbitro: | P. Rossi (Forlì) |

|                    |           |               |
| Carfora 89’ (rig.) | Marcatori | 30’ Calvaresi |

| Arbitro: | Castagneri (Torino) |

|                                |           |             |
| Pagana 11’, 90+1’ Musumeci 59’ | Marcatori | 24’ Baratto |

| Arbitro: | Fiori (Perugia) |

|                         |           |                          |
| Fattizio 45’ Nobile 51’ | Marcatori | 15’ Calvaresi 61’ Pagana |

#### Girone di ritorno
| Arbitro: | Liberti (Genova) |

|                                         |           |                        |
| Sapienza 51’ Pagana 75’ Calvaresi 90+2’ | Marcatori | 29’ (rig.) F. Esposito |

| Arbitro: | Crugliano (Crotone) |

|                    |           |                          |
| Moretti 76’ (rig.) | Marcatori | 49’ Calvaresi 78’ Pagana |

| Arbitro: | Ferraro (Crotone) |

|            |           |  |
| Pagana 28’ | Marcatori |  |

| Arbitro: | Banti (Livorno) |

|                                             |           |                             |
| R. Carannante 16’ La Porta 23’ Costanzo 69’ | Marcatori | 10’ Calvaresi 85’ R. Napoli |

| Barcellona Pozzo di Gotto 3 febbraio 2002 22ª giornata | Igea Virtus              | 0 – 0 | Paternò | Stadio Carlo Stagno d'Alcontres (3000 spett.)\| Arbitro: \| Battistella (Conegliano) \| |
| Arbitro:                                               | Battistella (Conegliano) |       |         |                                                                                         |

| Arbitro: | Lambertini (Bologna) |

|                          |           |                                  |
| Pagana 54’ R. Napoli 86’ | Marcatori | 11’ W. Piccioni 46’ Prisciandaro |

| Arbitro: | Tagliavento (Terni) |

|                             |           |                              |
| P. Somma 29’ Insanguine 71’ | Marcatori | 31’ Tasca 35’, 55’ R. Napoli |

| Arbitro: | Santucci (Reggio Calabria) |

|               |           |  |
| R. Napoli 33’ | Marcatori |  |

| Arbitro: | Torella (Roma) |

|                |           |                         |
| Fioravanti 45’ | Marcatori | 2’ Calvaresi 87’ Pagana |

| Arbitro: | Mazzoleni (Bergamo) |

|                       |           |              |
| Brutto 57’ Pagana 74’ | Marcatori | 17’ De Sanzo |

| Arbitro: | Brunialti (Trento) |

|                 |           |                 |
| Paco Soares 60’ | Marcatori | 90+2’ R. Napoli |

| Paternò 30 marzo 2002 29ª giornata | Paternò         | 0 – 0 | Giugliano | Stadio Falcone-Borsellino (5000 spett.)\| Arbitro: \| Brighi (Cesena) \| |
| Arbitro:                           | Brighi (Cesena) |       |           |                                                                          |

| Arbitro: | Battistella (Conegliano) |

|                 |           |  |
| Calvaresi 90+2’ | Marcatori |  |

| Arbitro: | Ponzalli (Firenze) |

|                                       |           |                            |
| Micciola 53’ Morfù 81’ Mortelliti 85’ | Marcatori | 69’ Musumeci 73’ Calvaresi |

| Arbitro: | Stefanini (Prato) |

|               |           |  |
| Del Prete 68’ | Marcatori |  |

| Arbitro: | Velotto (Grosseto) |

|                 |           |               |
| Incrivaglia 69’ | Marcatori | 57’ Del Prete |

| Arbitro: | Lops (Torino) |

|              |           |  |
| Pagana 90+2’ | Marcatori |  |

### Play-off
| Arbitro: | Banti (Livorno) |

|                              |           |  |
| Affatigato 22’ G. Corona 31’ | Marcatori |  |

| Arbitro: | Benedetti (Vicenza) |

|                                  |           |  |
| V. Del Vecchio 44’ R. Napoli 87’ | Marcatori |  |

| Foggia 2 giugno 2002 Finale - Andata | Foggia           | 0 – 0 | Paternò | Stadio Pino Zaccheria (18000 spett.)\| Arbitro: \| Liberti (Genova) \| |
| Arbitro:                             | Liberti (Genova) |       |         |                                                                        |

| Paternò 9 giugno 2002 Finale - Ritorno | Paternò             | 0 – 0 (d.t.s.) | Foggia | Stadio Falcone-Borsellino (6500 spett.)\| Arbitro: \| De Marco (Chiavari) \| |
| Arbitro:                               | De Marco (Chiavari) |                |        |                                                                              |

### Coppa Italia Serie C

#### Girone R
| Barcellona Pozzo di Gotto 12 agosto 2001 1ª giornata | Igea Virtus         | 0 – 0 | Paternò | Stadio Carlo Stagno d'Alcontres\| Arbitro: \| Caristia (Siracusa) \| |
| Arbitro:                                             | Caristia (Siracusa) |       |         |                                                                      |

| 19 agosto 2001 2ª giornata |  | – Turno di riposo Paternò |  |  |

| Arbitro: | Herberg (Messina) |

|              |           |              |
| Clemente 50’ | Marcatori | 72’ O. Russo |

| Arbitro: | Crugliano (Crotone) |

|                         |           |              |
| Milone 11’ G. Russo 81’ | Marcatori | 77’ Clemente |

| Arbitro: | Santucci (Reggio Calabria) |

|               |           |                   |
| Calvaresi 89’ | Marcatori | 83’ (rig.) Erbini |